# Tombi (Cameroun)
Tombi ou Tombé est un village de la région du Centre du Cameroun, situé dans la commune de Bot-Makak. 

## Population et développement
En 1962, la population de Tombé était de 181 habitants. La population de Tombé était de 309 habitants lors du recensement de 2005. La population est constituée pour l’essentiel de Bassa.  